# Toni Borevković
Toni Borevković (Slavonski Brod, 18 giugno 1997) è un calciatore croato, difensore del Samsunspor.

## Caratteristiche tecniche
È un difensore centrale.

## Carriera

### Club
È cresciuto nelle giovanili della Dinamo Zagabria.
L'8 luglio 2018 sitrasferisce in Portogallo tra le file del Rio Ave.
Il 26 luglio seguente fa il suo debutto per i Vilacondenses in occasione del secondo turno di andata di Europa League dove parte da titolare nella sconfittaesterna contro il Jagiellonia (1-0). Il 20 aprile 2019 mette a referto la sua prima rete con la squadra portoghese in occasione della partita di campionato vinta in casa del Belenenses SAD (1-3).
L'8 luglio 2021 si accasa al Vitória Guimarães con il quale firma un contratto valido fino al 2026. Il 26 luglio seguente fa il suo debutto per i Conquistadores in occasione del primo turno di Taça da Liga dove parte da titolare nella vittoria contro il Leixões (4-1).
Il 20 giugno 2022 viene ceduto in prestito annuale con diritto di riscatto all'Hajduk Spalato. Il 9 luglio seguente fa il suo debutto con i Bili, disputa da titolare la finale di Supercoppa di Croazia 2022 persa ai calci di rigore in casa della Dinamo Zagabria. Al termine della stagione il calciatore non viene riscattato dal club spalatino.

### Nazionale
Il 4 settembre 2017 fa il suo debutto con la Croazia U-21, subentra nel secondo tempo al posto di Fran Karačić nell'amichevole finita 1-1 contro l'Austria (1-4). Il 21 giugno 2019 debutta all'Europeo di categoria, disputa da titolare il match perso 1-0 contro la Francia.

## Statistiche

### Presenze e reti nei club
Statistiche aggiornate al 22 agosto 2018.
| Stagione        | Squadra         | Campionato      | Campionato | Campionato | Coppe nazionali | Coppe nazionali | Coppe nazionali | Coppe continentali | Coppe continentali | Coppe continentali | Altre coppe | Altre coppe | Altre coppe | Totale | Totale | Totale |
| Stagione        | Squadra         | Comp            | Pres       | Reti       | Comp            | Pres            | Reti            | Comp               | Pres               | Reti               | Comp        | Pres        | Reti        | Pres   | Reti   |        |
| --------------- | --------------- | --------------- | ---------- | ---------- | --------------- | --------------- | --------------- | ------------------ | ------------------ | ------------------ | ----------- | ----------- | ----------- | ------ | ------ | ------ |
| 2015-2016       | Rudeš           | 2. HNL          | 10         | 0          | CC              | 0               | 0               | -                  | -                  | -                  | -           | -           | -           | 10     | 0      |        |
| 2016-2017       | Rudeš           | 2. HNL          | 25         | 0          | CC              | 2               | 0               | -                  | -                  | -                  | -           | -           | -           | 27     | 0      |        |
| 2017-2018       | Rudeš           | 1. HNL          | 31         | 1          | CC              | 0               | 0               | -                  | -                  | -                  | -           | -           | -           | 31     | 1      |        |
| 2018-2019       | Rio Ave         | PL              | 2          | 0          | CP+CdL          | 0+1             | 0               | UEL                | 1                  | 0                  | -           | -           | -           | 3      | 0      |        |
| Totale carriera | Totale carriera | Totale carriera | 68         | 1          |                 | 3               | 0               |                    | 1                  | 0                  |             | -           | -           | 72     | 1      |        |

### Cronologia presenze e reti in nazionale
| Cronologia completa delle presenze e delle reti in nazionale ― Croazia under 21 | Cronologia completa delle presenze e delle reti in nazionale ― Croazia under 21 | Cronologia completa delle presenze e delle reti in nazionale ― Croazia under 21 | Cronologia completa delle presenze e delle reti in nazionale ― Croazia under 21 | Cronologia completa delle presenze e delle reti in nazionale ― Croazia under 21 | Cronologia completa delle presenze e delle reti in nazionale ― Croazia under 21 | Cronologia completa delle presenze e delle reti in nazionale ― Croazia under 21 | Cronologia completa delle presenze e delle reti in nazionale ― Croazia under 21 |
| Data                                                                            | Città                                                                           | In casa                                                                         | Risultato                                                                       | Ospiti                                                                          | Competizione                                                                    | Reti                                                                            | Note                                                                            |
| ------------------------------------------------------------------------------- | ------------------------------------------------------------------------------- | ------------------------------------------------------------------------------- | ------------------------------------------------------------------------------- | ------------------------------------------------------------------------------- | ------------------------------------------------------------------------------- | ------------------------------------------------------------------------------- | ------------------------------------------------------------------------------- |
| 4-9-2017                                                                        | Hartberg                                                                        | Austria under 21                                                                | 1 – 1                                                                           | Croazia under 21                                                                | Amichevole                                                                      | -                                                                               | 60’                                                                             |
| 12-6-2019                                                                       | Pola                                                                            | Croazia under 21                                                                | 1 – 0                                                                           | Danimarca under 21                                                              | Amichevole                                                                      | -                                                                               | 62’                                                                             |
| 21-6-2019                                                                       | Serravalle                                                                      | Francia under 21                                                                | 1 – 0                                                                           | Croazia under 21                                                                | Europeo Under-21 2019 - 1º turno                                                | -                                                                               | 76’                                                                             |
| Totale                                                                          |                                                                                 | Presenze                                                                        | 3                                                                               |                                                                                 | Reti                                                                            | 0                                                                               |                                                                                 |

| Cronologia completa delle presenze e delle reti in nazionale ― Croazia under 20 | Cronologia completa delle presenze e delle reti in nazionale ― Croazia under 20 | Cronologia completa delle presenze e delle reti in nazionale ― Croazia under 20 | Cronologia completa delle presenze e delle reti in nazionale ― Croazia under 20 | Cronologia completa delle presenze e delle reti in nazionale ― Croazia under 20 | Cronologia completa delle presenze e delle reti in nazionale ― Croazia under 20 | Cronologia completa delle presenze e delle reti in nazionale ― Croazia under 20 | Cronologia completa delle presenze e delle reti in nazionale ― Croazia under 20 |
| Data                                                                            | Città                                                                           | In casa                                                                         | Risultato                                                                       | Ospiti                                                                          | Competizione                                                                    | Reti                                                                            | Note                                                                            |
| ------------------------------------------------------------------------------- | ------------------------------------------------------------------------------- | ------------------------------------------------------------------------------- | ------------------------------------------------------------------------------- | ------------------------------------------------------------------------------- | ------------------------------------------------------------------------------- | ------------------------------------------------------------------------------- | ------------------------------------------------------------------------------- |
| 25-4-2018                                                                       | Manzano                                                                         | Italia under 20                                                                 | 3 – 0                                                                           | Croazia under 20                                                                | Amichevole                                                                      | -                                                                               | 46’                                                                             |
| Totale                                                                          |                                                                                 | Presenze                                                                        | 1                                                                               |                                                                                 | Reti                                                                            | 0                                                                               |                                                                                 |

| Cronologia completa delle presenze e delle reti in nazionale ― Croazia under 19 | Cronologia completa delle presenze e delle reti in nazionale ― Croazia under 19 | Cronologia completa delle presenze e delle reti in nazionale ― Croazia under 19 | Cronologia completa delle presenze e delle reti in nazionale ― Croazia under 19 | Cronologia completa delle presenze e delle reti in nazionale ― Croazia under 19 | Cronologia completa delle presenze e delle reti in nazionale ― Croazia under 19 | Cronologia completa delle presenze e delle reti in nazionale ― Croazia under 19 | Cronologia completa delle presenze e delle reti in nazionale ― Croazia under 19 |
| Data                                                                            | Città                                                                           | In casa                                                                         | Risultato                                                                       | Ospiti                                                                          | Competizione                                                                    | Reti                                                                            | Note                                                                            |
| ------------------------------------------------------------------------------- | ------------------------------------------------------------------------------- | ------------------------------------------------------------------------------- | ------------------------------------------------------------------------------- | ------------------------------------------------------------------------------- | ------------------------------------------------------------------------------- | ------------------------------------------------------------------------------- | ------------------------------------------------------------------------------- |
| 26-2-2015                                                                       | Stara Pazova                                                                    | Serbia under 19                                                                 | 2 – 1                                                                           | Croazia under 19                                                                | Amichevole                                                                      | -                                                                               | 84’                                                                             |
| 26-5-2015                                                                       | Shizuoka                                                                        | Croazia under 19                                                                | 4 – 1                                                                           | Nuova Zelanda under 19                                                          | Amichevole                                                                      | -                                                                               |                                                                                 |
| Totale                                                                          |                                                                                 | Presenze                                                                        | 2                                                                               |                                                                                 | Reti                                                                            | 0                                                                               |                                                                                 |

## Palmarès

### Club

#### Competizioni nazionali
- Druga hrvatska nogometna liga: 1

Rudeš: 2016-2017
- Coppa di Croazia: 1

Hajduk Spalato: 2022-2023